# کامبرلند (جورجیا)
کامبرلند (به انگلیسی: Cumberland) یک منطقهٔ مسکونی در ایالات متحده آمریکا است. کامبرلند ۱۰۳٬۰۰۰ نفر جمعیت دارد و ۲۲۵–۳۲۰ متر بالاتر از سطح دریا واقع شده‌است.